# 267 (số)
267 (hai trăm sáu mươi bảy) là một số tự nhiên ngay sau 266 và ngay trước 268.